# Keep the faith
「Keep the faith」（キープ・ザ・フェイス）は、日本の男性アイドルグループ・KAT-TUNの5枚目のシングル。2007年11月21日にJ-One Recordsから発売された。

## 概要
ライブDVD『TOUR 2007 cartoon KAT-TUN II You』との同時発売となったシングル。初回限定盤・通常盤初回プレス仕様・通常盤の3種での発売であり、それぞれ収録曲・ジャケット写真ともに異なる。
表題曲の「Keep the faith」は、赤西仁が単独初主演する日本テレビ系テレビドラマ『有閑倶楽部』の主題歌であり、氷室京介が楽曲を書き下ろした。氷室はこの楽曲が発売された後、メンバーの赤西が半年間留学のために休業したことに、若かった頃の自分のことを思い出し、まだ一度も会った事のない赤西に対し感銘を受けたことを明かし、「今回このプロジェクトに参加出来た事をとても光栄に思ってます。」とコメントした。また、この楽曲は2008年発売の氷室のベストアルバム『20th Anniversary ALL SINGLES COMPLETE BEST JUST MOVIN' ON 〜ALL THE-S-HIT〜』にてセルフカバーされているが、「俺ら」は「俺」、サビも「You show me the Faith…」が「I show you…」になるなど、歌詞は大幅に変更されている。

## チャート成績
本作はオリコンシングルチャート1位となり、デビューシングル「Real Face」以来5作連続で初登場首位を獲得した。初動売上35.1万枚は2007年度の最高記録であり、5作連続での初動売上30万枚以上は、KinKi Kids『Happy Happy Greeting／シンデレラ・クリスマス』以来8年11か月ぶり、史上2組目の記録となった。

## 収録曲

### CD
※は通常盤/初回プレス仕様、※※は通常盤・通常盤/初回プレス仕様のみ収録。
1. Keep the faith [3:46]
作詞：氷室京介・SPIN、RAP詞：JOKER、作曲：氷室京介、編曲：ha-j
  - 赤西仁・田口淳之介出演日本テレビ系ドラマ『有閑倶楽部』主題歌[7]
2. Crazy Love [4:36]
作詞：SPIN、作曲：三上吉直、編曲：三上吉直・ha-j
3. Lovin' U※ [4:56]
作詞・作曲・編曲：kodamax
4. Keep the faith（オリジナル･カラオケ）※※
5. Crazy Love（オリジナル･カラオケ）※※
6. Lovin' U（オリジナル･カラオケ）※

### DVD
※初回限定盤のみ
1. 「Keep the faith」ビデオ･クリップ＋メイキング